# Беровчани
Беровчани (единствено число беровчанин, беровчанка, на македонска литературна норма: Беровчани) са жителите на град Берово, Северна Македония. Това е списък на най-известните от тях.

## Родени в Берово
А – Б – В – Г – Д –
Е – Ж – З – И – Й –
К – Л – М – Н – О –
П – Р – С – Т – У –
Ф – Х – Ц – Ч – Ш –
Щ – Ю – Я

### А
- Асен Марчинков, български революционер и просветен деец
- Аце Бетински (? – 1915), български революционер
- Аце Голчов, български революционер
- Андрей Токарев (р. 1935), архитект и политик от Социалистическа Северна Македония
- Арсо Даскала, български революционер, деец на ВМОРО или ВМОК, жив към 1918 г.[2]
- Атанас Стоицов Арменов (1868 – след 1943), български революционер, ятак и куриер на ВМРО; осъден в 1921 година на 2 години и половина затвор, които излежава в Пожаревац;  на 13 април 1943 година като жител на Берово подава молба за българска народна пенсия,[3] в която пише, че е помагал „с хлеб писма и пр. българските чети, които се бориха против сръбското робство“; молбата е одобрена и пенсията е отпусната от Министерския съвет на Царство България[4]

### В
- Ванчо Петовски, български революционер, деец на ВМРО[5]
- В. Димитров, български революционер, деец на ВМОРО, загинал преди 1918 г.[6]
- Васил Ролев, български революционер, деец на ВМРО[7][8]
- Васил Рунтев, български революционер, деец на ВМРО[5]
- Васе Скендерски (? – 1908), български революционер, войвода на ВМОРО
- Васил Чочов (1862 – 1899), български революционер от ВМОРО
- Веселин Икономов, български революционер
- Владо (Владимир) Атанасов Биляров (1885 – 1923), деец на ВМРО, починал в Кочериново[9]

### Г
- Гаврил Георгиев, български революционер от ВМОРО, четник на Христо Димитров – Кутруля[10]
- Гаврил Ралупов (1868 – след 1943), български революционер
- Глигорие Дракалович, сръбски политик
- Георги Беровски (? – 1868), свещеник в Берово между 1840 – 1860 година, баща на Димитър Попгеоргиев и свещеник Иван Беровски[11]
- Георги Гоцев, български просветен деец

### Д
- Димитър Ацев (1893 – 1923), български политик, комунист
- Димитър Икономов (1828 – 1912), български революционер и духовен деец
- Димитър Ковачев (1870 – 1945), български политик, кмет на Кюстендил (1921 – 1922)
- Димитър Попгеоргиев (1840 – 1907), български революционер

### Е
- Евтим Костадиев (Костандиев), български революцонер, деец на ВМОК
- Ефрем Белдедов, български общественик
- Ефрем Поптраянов, български революционер, деец на ВМРО[5]

### И
- Иван Атанасов, български революционер от ВМОРО, четник на Христо Димитров – Кутруля[12] и на Симеон Молеров[13][14]
- Иван Ацев, български революционер от ВМОРО, четник на Симеон Молеров[15]
- Иван Биковски, деец на ВМОРО
- Иван Дуов, български революционер, деец на ВМРО[5]
- Иван Ильов Марков (около 1849 – 1933), български революционер
- Иван Рапов Ацев, български революционер, деец на ВМРО[7]
- Илия Танев, доброволец в четата на Георги Бабаджанов през Сръбско-българската война в 1885 година[16]
- Иван Станков Пашалията (1850 – ?), български революционер, войвода на ВМОК, македоно-одрински опълченец
- Ильо войвода (1805 – 1898), български хайдутин и революционер; негови четници от Берово са и синовете му Иван и Никола, както и Христо Марков[17]

### К
- Каменчо Георгов (1940 – 2005), политик от Социалистическа република Македония
- Константин Попгеоргиев (Костадин) (ок. 1840 – ?), български революционер
- Коте Голчев (1862 – ?), български хайдутин и революционер

### М
- Мария Попгеоргиева (? – 1916), българска хайдутка, сестра на Ильо войвода
- Милан Марковски (1895 – 1961), просветен деец
- Мите Умленски (1879 – 1915), малешевски войвода на ВМОРО

### Н
- Никица Клинчарски (р. 1957), футболист и треньор от Северна Македония
- Никола Дерменджиев, български революционер федералист
- Никола Малешевски (1852 – 1935), български революционер

### П
- Павел Бетински, български революционер, деец на ВМОРО, загинал преди 1918 г.[18]
- Павел Дудуков (? – 1914), български революционер
- Пано Стоянов, български революционер, четник на Христо Македонски[19]
- Петко Колев (1794 – 1844), български просветен деец[20]
- Петър Шуманов, български революционер, деец на ВМРО[7][8]
- Петър Янев, доброволец в четата на Иван Атанасов – Инджето през Сръбско-българската война в 1885 година[21]

### С
- Станимир Беровски (1872 – 1945), български политик
- Стоян Гълъбов (1823 – 1893), български духовник и просветен деец
- Сузана Секуловска (р. 1973), северномакедонска учителка и политик

### Х
- Христо Кацарев, български революционер, войвода на винишката чета в 1904 година.[22]
- Христо Попвасилев (1874 – ?), български революционер

### Македоно-одрински опълченци от Берово
- Арсо Алексов, 27-годишен, земеделец, четата на Дончо Златков, 15 щипска дружина[23]
- Атанас Алексов, 40 (45)-годишен, дюлгерин, IV отделение, 2 рота на Кюстендилската дружина, носител на орден „За храброст“ IV степен[24]
- Иван Ефтимов Цветков, 20-годишен, 3 рота на 3 Солунска дружина.[25] Носител на орден „За храброст“ IV степен от Първата световна война.[26]
- Спиро Алексов, работник, 3 рота на 3 солунска дружина[27]
- Спиро Георгиев, 36(37)-годишен, висше образование, македоно-одрински опълченец, инженерно техническа част на МОО, нестроева рота на 11 серска дружина, носител на орден „Св. Александър“ IV степен[28]
- Христо Биляров, нестроева рота на 3 солунска дружина[29]

## Починали в Берово
- Александър Караманов (1927 – 1944), поет, комунистически партизанин
- Георги Александров Стайков (1914 – 1944), български военен деец, подпоручик, загинал през Втората световна война[30]
- Глигорие Джорджевич (? – 1906), сръбски четнически деец
- Джордже Филипович Бърка (? – 1906), сръбски четнически деец
- Джура Иванишевич (? – 1906), сръбски четнически войвода
- Милорад Михайлович (? – 1906), сръбски четнически деец
- Петър Кацарев (? – 1906), сръбски четнически войвода
- Тодор Божидарац (? – 1906), сръбски четнически деец

## Други
- Спасе Малешли, български революционер, заловен в 1897 година и към 1904 година все още е в Серския затвор[31]